# Caroline Graham Hansen
Caroline Graham Hansen (født 18. februar 1995) er en norsk fodboldspiller, der spiller som angriber for FC Barcelona og Norges landshold. Hun har bl.a. vundet kvindernes Bundesliga med Wolfsburg tre gange og DFB-pokalen fem gange. I 2019 skiftede hun til Barcelona, hvor hun har vundet det spanske mesterskab, Supercopa de España, Copa Catalunya, Copa de la Reina og i 2021 hjalp hun Barcelona med at vinde UEFA Women's Champions League for første gang, da de vandt finalen 4-0 mod Chelsea.

## Hæder
Stabæk
- Toppserien: Vinder 2010, 2013
- NM i fodbold for kvinder: Vinder 2011, 2012, 2013

VfL Wolfsburg
- Bundesliga: Vinder 2016–17, 2017-18, 2018-19
- DFB-Pokal: Vinder 2014–15, 2015–16, 2016–17, 2017-18, 2018-19

FC Barcelona
- Primera División: 2019–20, 2020–21
- UEFA Women's Champions League: 2020–21[3]
- Copa Catalunya: 2019
- Supercopa de España: 2020
- Copa de la Reina: 2020